# Силт (Колорадо)
Силт (енгл. Silt) град је у америчкој савезној држави Колорадо.

## Демографија
По попису из 2010. године број становника је 2.930, што је 1.19 (68,4%) становника више него 2000. године.
| Група             | 2000.         | 2010.         |
| Белци             | 1.453 (83,5%) | 1.982 (67,6%) |
| Афроамериканци    | 3 (0,2%)      | 10 (0,3%)     |
| Азијати           | 0 (0,0%)      | 20 (0,7%)     |
| Хиспаноамериканци | 247 (14,2%)   | 872 (29,8%)   |
| Укупно            | 1.740         | 2.930         |